# Pociecha (Antoniów)
Pociecha – część wsi Antoniów w Polsce, położona w województwie mazowieckim, w powiecie szydłowieckim, w gminie Chlewiska. Do 31 grudnia 2016 samodzielna wieś.
W latach 1975–1998 Pociecha położona była w województwie radomskim.
Wierni Kościoła rzymskokatolickiego należą do parafii Matki Bożej Nieustającej Pomocy w Hucie.